# Yves Loday
Yves Loday (27 de setembro de 1955) é um velejador francês, campeão olímpico.

## Carreira
Loday consagrou-se campeão olímpico ao vencer a série de regatas da classe Tornado nos Jogos Olímpicos de Verão de 1992 em Barcelona ao lado de Nicolas Hénard. Ele também é um dos idealizados da classe Extreme 40, uma das mais velozes da vela.